# 아사카와정 (도쿄도)
아사카와정(浅川町)은 도쿄도 미나미타마군에 설치되었던 정이다.